# Hans Keilson

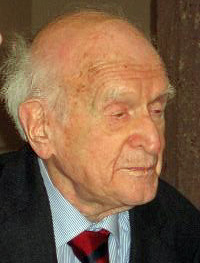
Hans Keilson (2007)

Hans Alex Keilson (Bad Freienwalde, 12 de diciembre de 1909 - Hilversum, 31 de mayo de 2011) fue un escritor y psicoanalista germanoneerlandés, de origen judío, conocido principalmente por sus obras ambientadas en la Segunda Guerra Mundial, donde fue miembro de la resistencia neerlandesa. Su obra literaria y ensayística ha sido destacada recientemente.

## Trayectoria
Hans Keilson, nacido en 1909, pasó la infancia en Bad Freienwalde. Estudió farmacia en Berlín. No pudo ejercer a partir de las prohibiciones nazis para que los judíos pudieran tener ciertos trabajos, y trabajó como profesor en colegios judíos privados y ocasionalmente como músico.
Durante este periodo conoció a su primera esposa con la cual se exilió a los Países Bajos en 1936; ella era católica, pero se convirtió al judaísmo ante la actitud complaciente de Pío XII con los nazis; allí escribió libros en neerlandés con el pseudónimo de Benjamin Cooper, y perteneció a la resistencia holandesa.
En 1941, Keilson se estableció con una pareja en Delft mientras su esposa daba luz a su primera hija, Barbara, de quien su esposa dijo que el padre era un oficial alemán para evitar la ejecución. Mientras tanto los padres de Keilson (que él había trasladado a Holanda, pero no quisieron esconderse, acaso por estar enfermos) fueron deportados a Auschwitz, fallecieron asesinados en Birkenau; Keilson se torturó por no haber podido salvarlos. Tras la guerra, trabajó con huérfanos traumatizados en una institución que cofundó.
Trabajó en Ámsterdam en el Dto. de psiquiatrís infantil, de la Clínica universitaria.
Murió su primera mujer (al final de su vida dijo que le enterrarían a su lado). En 1970 se casó por segunda vez con la historiadora Marita Lauritz; de la unión nació Bloeme Keilson en 1974.
Fue director del PEN alemán en el extranjero, 1986-1988.
Keilson nunca regresó del exilio, siempre sin fanatismo: no odió a Alemania, siguió escribiendo en alemán, no olvidó sus paisajes fundadores ("su odio le acarreó su ruina"). Ejerció como psicoanalista hasta sus días finales.

## Obra
Publicó su primera novela en 1933, Das Leben geht weiter (La vida sigue), en la que pintaba la vida en la Amemania de Weimar, pero la mayoría de su obra restante aparecerá en la posguerra. Fue el último judío alemán en publicar algo en la editorial Fischer por esos años siniestros.
Siguió escribiendo, y publicó en Holanda.
Sólo tuvo un gran éxito tardío, en los noventa años, con La muerte del adversario, se tradujo a veinte lenguas; desde 1999 volvió a repararse en su obra; gracias a ello, se recuperaron todos sus textos y el editor recogió póstumamente los apuntes biográficos frgamentarios en Ahí está mi casa, iniciados en 1990, que se rematan por una entrevista con el nonagenario escritor. Es una obra muy reveladora de la calidad y la experiencia de Keilson.
En 2010, The New York Times, Francine Prose describió a Keilson como "uno de los más grandes escritores mundiales", y fue alabado cuando cumplía 101 años; murió en 2011.

## Premios
- 2005: Johann-Heinrich-Merck-Preis, Premio de poesía de la Academia alemana
- 2007: Medalla Moses Mendelssohn en
- 2008: Welt-Literaturpreis[5]

## Publicaciones
- Das Leben geht weiter, Fischer, 1933, novela.
- Probleme in der sexuellen Erziehung, Essen, Neue Deutsche Schule Verlagsgesellschaft, 1966.
- Sequentielle Traumatisierung bei Kindern: Untersuchung zum Schicksal jüdischer Kriegswaisen, Psychosozial-Verlag, 2005
- Werke, 1 / Romane und Erzählungen, 2005.
- Werke, 2 / Gedichte und Essays, 2005.
- Hans Keilson (100), Fráncfort del Meno, Fischer, 2009.
- Der Tod des Widersachers, 2010, novela. Tr.: La muerte del adversario, Editorial minúscula, 2010 ISBN 978-84-95587-68-8
- Komödie in Moll, 2010, novela. Tr.: Una comedia en tono menor, Editorial minúscula, 2011 ISBN 978-84-95587-79-4
- Kein Pläyoder für eine Luftschaukel, 2011 (Nadie defiende el columpio), ensayos.
- Da steht mein Haus, Fráncfort, 2011. Tr.: 'Ahí está mi casa, Editorial minúscula, 2013, ISBN 978-84-95587-91-6 con una entrevista.